# Poppenbüll
Poppenbüll (dänisch: Poppenbøl)  ist eine Gemeinde im Kreis Nordfriesland in Schleswig-Holstein.

## Geografie

### Geografische Lage
Das Gemeindegebiet von Poppenbüll erstreckt sich im Bereich der naturräumlichen Haupteinheit Eiderstedter Marsch (Nr. 683) etwa zwölf Kilometer nordwestlich von Tönning auf der Halbinsel Eiderstedt.

### Gemeindegliederung
Neukrug und Süderheverkoog liegen im Gemeindegebiet.

### Nachbargemeinden
Direkt angrenzende Gemeindegebiete von Poppenbüll sind:
|                       | Westerhever, Osterhever                     |           |
|                       | Kompassrose, die auf Nachbargemeinden zeigt | Tetenbüll |
| Tümlauer Koog ,Tating | Kirchspiel Garding                          |           |

## Geschichte

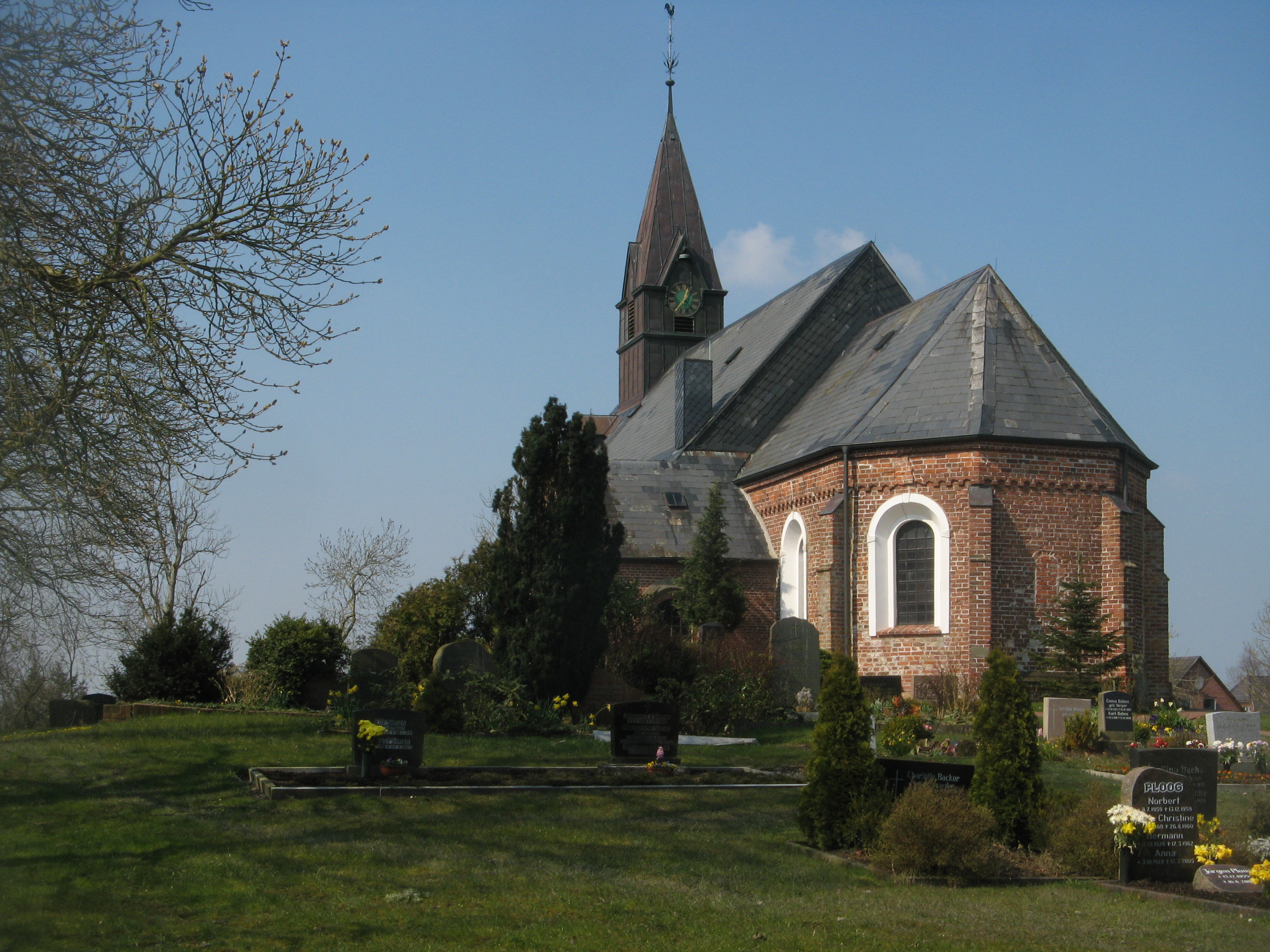
St. Johannis

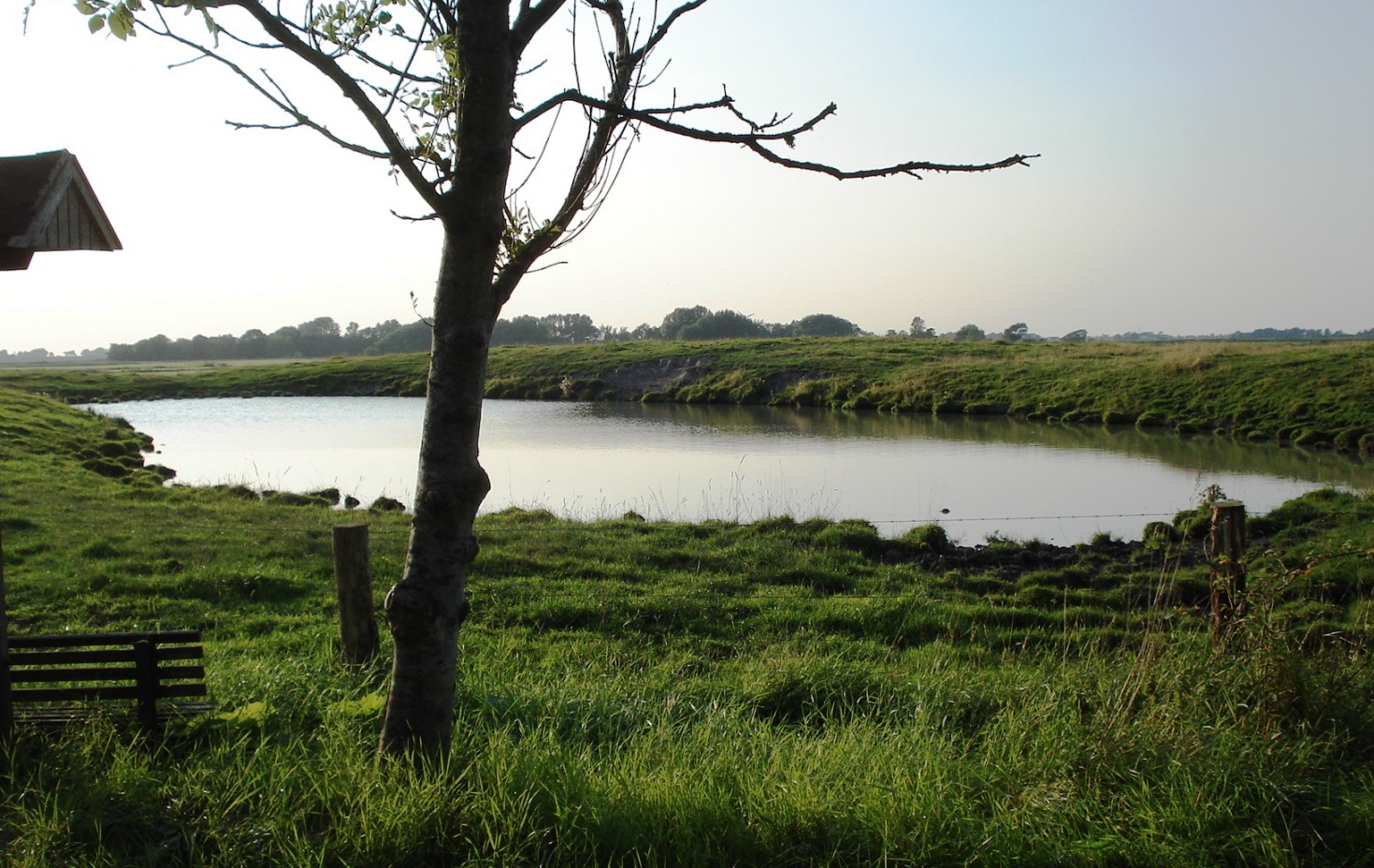
Der Tauteich des Ortsteils Helmfleeth, eine Hofsiedlung im Gemeindegebiet

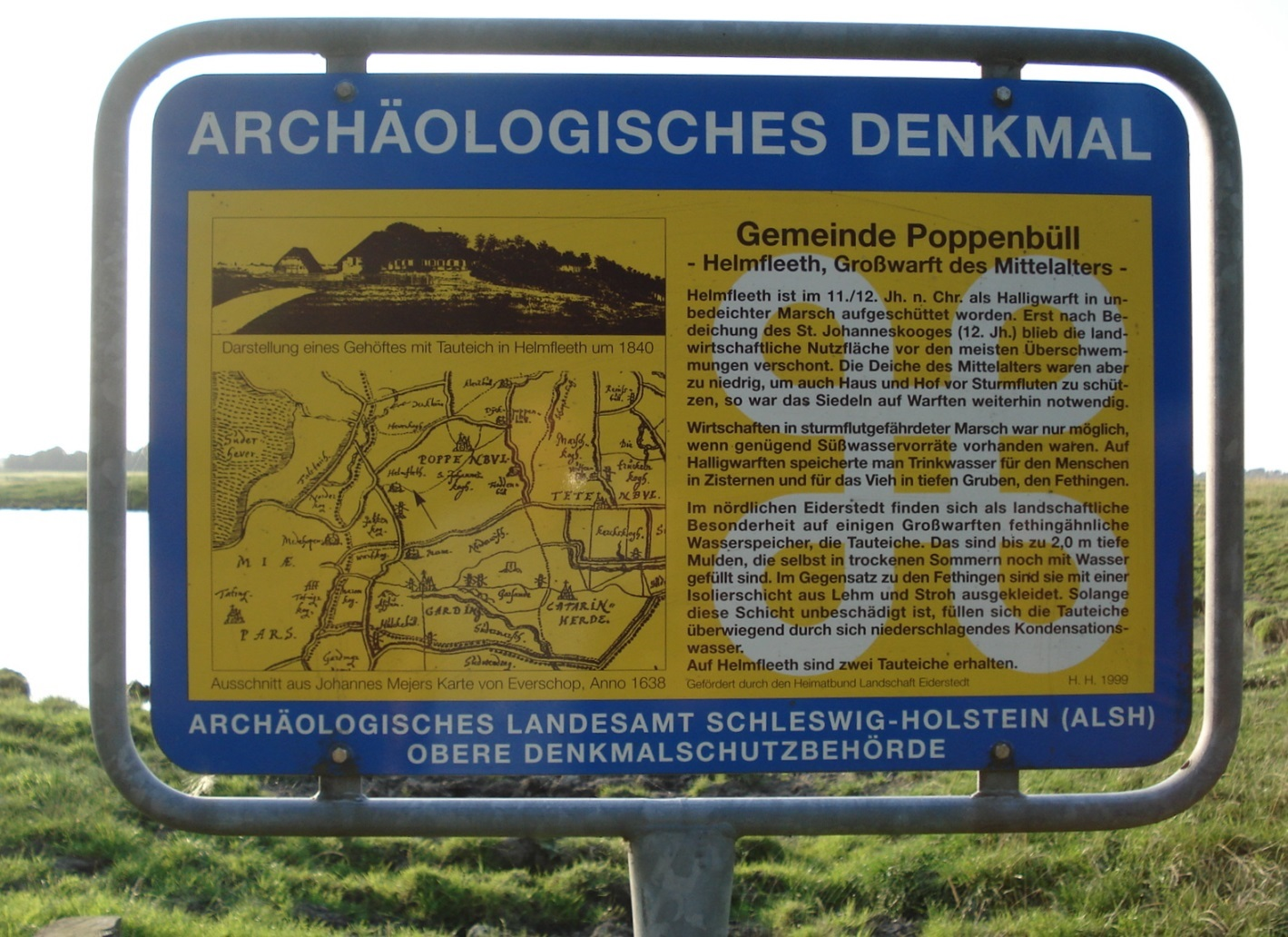
Informationstafel zum Tauteich Helmfleeth

Der Ortsname bedeutet vermutlich die Siedlung des Poppo, wobei der Wortteil „-büll“ dem Dänischen entlehnt ist. Er bedeutet ‚Wohnplatz‘. Poppo, möglicherweise ein gebürtiger Nordstrander, wirkte von 960 bis 970 in dieser Gegend als Apostel, wie J. A. Petersen in seinen Wanderungen durch die Herzogthümer Schleswig, Holstein und Lauenburg (1839–47) schreibt. (Siehe auch die Nordfriesische Chronik des Anton Heimreich)
Der Johanniskoog wurde vermutlich im 12. Jahrhundert eingedeicht (Caspar Danckwerth nennt unter Hinweis auf Peter Sax das Jahr 987) und 1113 in Poppenbüll eine Kirche errichtet, die zum Kirchspiel in Garding gehörte. Der Altar der St.-Johannis-Kirche, der von Marten van Achten geschaffen wurde, ist im Jahre 1883 von dem nordfriesischen Maler Carl Ludwig Jessen „verständnisvoll erneuert worden“.
Zunächst umgab ein nur 1,50 Meter hoher Deich den kleinen Koog, der zum Fallstief hin zweimal erhöht wurde. Der Deich schützte das Wirtschaftsland und mehrere, im 12. Jahrhundert errichtete Großwarften (Helmfleth, Hundorf u. a.). Nach der Bedeichung erfolgte ein Ausbau von Hofwarften.

## Politik

### Gemeindevertretung
Bei der Kommunalwahl 2023 errang die Wählergemeinschaft Poppenbüll (WGP) erneut alle neun Sitze in der Gemeindevertretung. Die Wahlbeteiligung betrug 62,8 Prozent.

### Bürgermeisterin
Für die Wahlperiode 2023–2028 wurde Gabriele Frauen-Berens zur Bürgermeisterin gewählt.

## Wirtschaft und Verkehr
Das Gemeindegebiet ist überwiegend landwirtschaftlich geprägt.
Wenige Kilometer südlich verlaufen die Bundesstraße 202 und die Bahnlinie von Husum nach Sankt Peter-Ording.

## Persönlichkeiten
- Uwe Herms (1937–2023), deutscher Schriftsteller
- Walter Peters (1912–1979), deutscher Politiker (FDP), MdB